# Camillo Zemi
Camillo Zemi (Pavia, 22 gennaio 1898 – Bordighera, 10 agosto 1959) è stato un discobolo e martellista italiano.

## Biografia
Nel 1924, dopo la vittoria del titolo italiano assoluto nel lancio del martello, prese parte ai Giochi olimpici di Parigi posizionandosi diciassettesimo nel lancio del disco e tredicesimo nel lancio del martello. L'anno successivo fu nuovamente campione italiano del lancio del martello.
Nel 1927 conquistò la medaglia d'oro ai campionati italiani assoluti di atletica leggera nel lancio del disco. Nel 1928 partecipò ai Giochi olimpici di Amsterdam classificandosi ventitreesimo nel lancio del disco e tredicesimo nel lancio del martello. Nel 1929 fu nuovamente campione italiano del lancio del disco.

## Palmarès
| Anno | Manifestazione  | Sede      | Evento              | Risultato | Prestazione | Note |
| ---- | --------------- | --------- | ------------------- | --------- | ----------- | ---- |
| 1924 | Giochi olimpici | Parigi    | Lancio del disco    | 17º       | 37,465 m    |      |
| 1924 | Giochi olimpici | Parigi    | Lancio del martello | 13º       | 35,000 m    |      |
| 1928 | Giochi olimpici | Amsterdam | Lancio del disco    | 23º       | 39,95 m     |      |
| 1928 | Giochi olimpici | Amsterdam | Lancio del martello | 13º       | 44,47 m     |      |

## Campionati italiani
- 2 volte campione italiano assoluto del lancio del disco (1927, 1929)
- 2 volte campione italiano assoluto del lancio del martello (1924, 1925)

1922
- Bronzo ai campionati italiani assoluti, getto del peso - 34,92 m

1923
- Argento ai campionati italiani assoluti, lancio del martello - 35,98 m
- Bronzo ai campionati italiani assoluti, lancio del disco - 36,875 m

1924
- Oro ai campionati italiani assoluti, lancio del martello - 41,645 m

1925
- Oro ai campionati italiani assoluti, lancio del martello - 43,38 m

1927
- Oro ai campionati italiani assoluti, lancio del disco - 40,10 m

1929
- Oro ai campionati italiani assoluti, lancio del disco - 40,305 m

1931
- Bronzo ai campionati italiani assoluti, lancio del martello - 43,59 m

1932
- Bronzo ai campionati italiani assoluti, getto del peso - 12,97 m

1933
- Argento ai campionati italiani assoluti, getto del peso - 12,94 m